# Бюэтиген
Бюэтиген (нем. Büetigen) — коммуна в Швейцарии, в кантоне Берн.

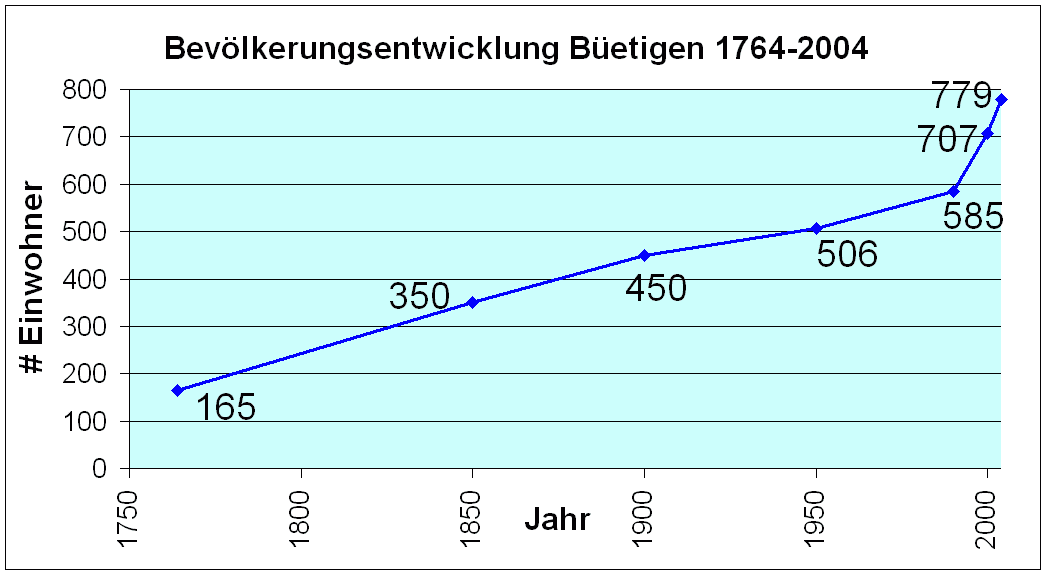
Бюэтиген

Входит в состав округа Бюрен. Население составляет 782 человека (на 31 декабря 2006 года). Официальный код — 0382.